# Conceição da Barra
Conceição da Barra est une municipalité brésilienne située dans l'État de l'Espirito Santo.